# Андрей Борисович (князь микулинский)
Князь Андрей Борисович — последний, шестой удельный князь Микулинского княжества (1461—1485), входившего в состав Тверского княжества, позднее боярин на службе у московского князя Ивана III.
Представитель князей Микулинских, младшей ветви правящей в Твери отрасли Рюриковичей. Единственный сын и наследник микулинского князя Бориса Александровича. Имел трёх сыновей:
- Владимир Андреевич (ум. 1509) — боярин
- Василий Андреевич (ум. 1544) — боярин, последний мужской представитель рода Микулинских
- Иван Андреевич

В 1477 году по приказу Великого князя Тверского Михаила Борисовича командовал тверским войском во время похода Ивана III на Новгород.
При присоединении Твери к Московскому княжеству в 1485 году признал власть Ивана III и передал ему княжество, получив боярство и город Дмитров в вотчину.